# Rolf Martinsson
Rolf Martinsson es un compositor sueco nacido en 1956 en Glimåkra, Skåne.
Estudió composición en la Academia de Música de Malmö. Desde 1987 es profesor de composición y arreglos musicales.
En 1980 fundó con otros colaboradores la Asociación de jóvenes compositores de Malmö (FUTIM) y desde 2002 es director artístico de la Orquesta Sinfónica de esa ciudad.
Su obra es muy heterodoxa, consistente en piezas de diversos géneros como música orquestal, de cámara y música para radio-teatro.

## Selección musical
- Bridge, Concierto para trompeta N.º.1, Op.47
- A. S. in Memoriam, Op. 50 B.